# Kouznetsovo (raïon de Lebiajié)
 (juin 2024).
Kouznetsovo (en russe : Кузнецово) est un hameau du raïon de Lebiajié de l'oblast de Kirov en Russie européenne. Sa population s'élevait à 303 habitants au recensement de 2010.

## Géographie
Kouznetsovo est située dans l'oblast de Kirov, un sujet de la Russie, dans le district fédéral de la Volga. Le hameau se trouve dans le raïon de Lebiajié, un raïon du centre de l'oblast,. 
Kouznetsovo, comme tout l'oblast de Kirov, est située dans le fuseau horaire MSK (heure de Moscou). Le décalage horaire appliqué par rapport au temps universel coordonné est +03:00.

## Démographie
Recensements (*) et estimations de la population,:
| 2002 * | 2010* | - | - |
| ------ | ----- | - | - |
| 405    | 303   | - | - |

## Culture locale et patrimoine
Le village possède l'église de Vladimir, construite entre 1891 et 1900, qui est classée comme monument d'urbanisme et d'architecture de l'oblast.